# Северная Канберра

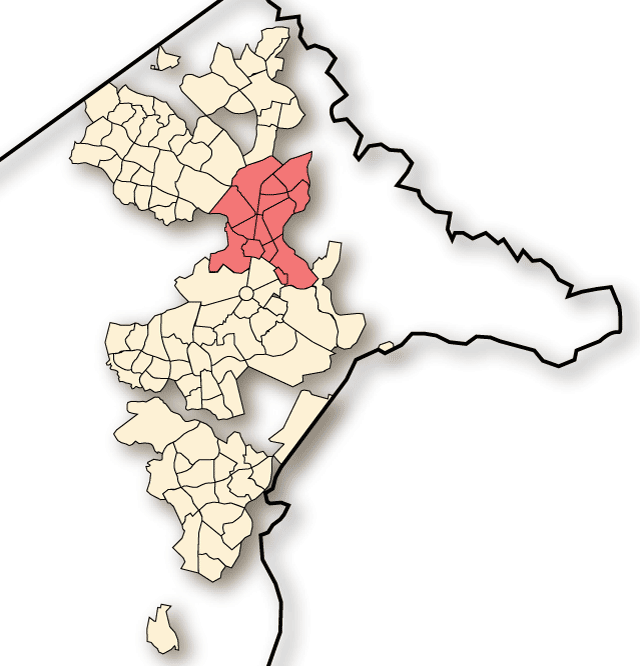
Расположение Северной Канберры

Северная Канберра (англ. North Canberra, также называемая Внутренний Север англ. Inner North) – округ Канберры, столицы Австралии, объединяет 14 районов. В округе насчитывается 19,115 жилых заданий, население 42,113 человек. Многие из исторических зданий Канберры расположены в этом округе.
Северная Канберра расположена на севере и на востоке от центра города (район Сити, англ. City), на севере от озера Берли-Гриффин (англ. Burley Griffin), на западе от горы Мугга-Мугга (англ. Mount Majura) и на юге от горы Эйнсли (англ. Mount Ainslie). На севере ограничена шоссе Бартон (англ. Barton Highway) и Федеральным шоссе(англ. Federal Highway).
Округ является одной из старейших частей Канберры. Частично застроен в соответствии с планом архитектора Уолтера Бёрли Гриффина (англ. Walter Burley Griffin).

## Достопримечательности
- Сити – крупнейший деловой и торговый район Канберры
- Штаб-квартира Сил обороны Австралии
- Австралийский национальный университет
- Академия Сил обороны Австралии
- Королевский военный колледж
- Австралийский военный мемориал

## Районы Северной Канберры
- Эктон (англ. Acton)
- Эйнсли (англ. Ainslie)
- Брэддон (англ. Braddon)
- Кэмпбелл (англ. Campbell)
- Сити (англ. City)
- Диксон (англ. Dickson)
- Даунер (англ. Downer)
- Хакетт (англ. Hackett)
- Линхэм (англ. Lyneham)
- О’Коннор (англ. O'Connor)
- Рид (англ. Reid)
- Расселл (англ. Russell)
- Тернер (англ. Turner)
- Уотсон (англ. Watson)